# George Reich
George Reich, parfois orthographié Georges Reich, est un danseur, acteur et chorégraphe américain, né le 15 décembre 1926 à Patchogue et mort le 4 mai 2013 au Texas.

## Biographie
George Reich fait partie de la compagnie du Markova-Dolin Ballet et joue dans plusieurs comédies musicales à Broadway. Il signe ensuite un contrat de six mois avec l'agent Don Arden (en) pour danser au Lido à Paris. Il fait partie des vedettes du Lido pendant deux ans.
Deux ans plus tard, Reich se produit au Moulin Rouge et à l'Olympia. Il rejoint la troupe de Roland Petit et danse dans le film The Glass Slipper de la MGM avec Leslie Caron en 1953. On lui propose un contrat de sept ans pour rester avec les studios MGM ; cependant, George refuse le contrat car il veut retourner à Paris. Il restera en France pendant 18 ans. En 1955, George forme sa propre compagnie de ballet, le « Ballet Ho ».
En 1955, il joue et danse dans le film Futures Vedettes avec Brigitte Bardot et Jean Marais. En 1956, il chorégraphie et danse dans le film Cette sacrée gamine avec Brigitte Bardot. En 1956, il joue dans le film Les Lumières du soir avec Gaby Morlay, et il danse dans le film Good Evening Paris avec Dany Robin. En 1957, George joue dans La Garçonne.
George a également dansé et chorégraphié le spectacle de Joséphine Baker « Paris Mes Amours » à l'Olympia avec sa compagnie de danse du Ballet Ho en 1957. Il crée des chorégraphies pour de nombreux artistes français comme Line Renaud ou Fernand Raynaud et côtoie la chanteuse belge Annie Cordy dont il est ami.
En 1959, il danse dans Julie la Rousse. En 1962, George danse dans le film Les Collants noirs. En 1964, il joue le rôle d'Ostap dans Taras Bulba.

## Vie privée
George Reich est surtout célèbre en France pour sa liaison avec Jean Marais de 1949 à 1959,,.